# Christian Jamet
Pour les articles homonymes, voir Jamet.
Christian Jamet, né le 14 août 1951 à Les Mars (Creuse), est un écrivain et historien d'art français.

## Biographie
Né en 1951, dans la Creuse, à une trentaine de kilomètres d'Aubusson, Christian Jamet a fait revivre avec humour le village de son enfance, durant les années soixante, à travers les Mémoires d'un jeune Martien. Romancier, nouvelliste, auteur d'un recueil de poèmes (Lampyres de lune - 2025) , il a également consacré plusieurs ouvrages à la peinture, dont une Célébration de l'offrande, coécrite avec Michel Tournier et une Introduction à la peinture, particulièrement destinée aux étudiants qui commencent un cursus en histoire de l'art.
Il est le biographe du peintre Alexandre Antigna, natif d'Orléans, et en 2013, il a publié un livre d'entretien avec le créateur d'art brut André Robillard dans lequel ce dernier raconte sa vie. Ses travaux sur Paul Gauguin ont apporté un regard nouveau sur l'œuvre de l'artiste abordée sous l'angle de la spiritualité, notamment à partir de l'influence des années qu'il a passées au  petit séminaire de La Chapelle-Saint-Mesmin, dans la banlieue d'Orléans, entre 1859 et 1862 (Gauguin - Les chemins de la spiritualité).
Le monde de l'art n'est jamais très loin dans ses romans où des figures imaginaires côtoient souvent des personnages réels tels que M. Ingres, à la fois dogmatique et fragile (Monsieur Ingres et Magdeleine), ou encore Claude Monet, ami du poète Maurice Rollinat, inspiré par le décor sauvage du confluent de la Grande et de la Petite Creuse, à Fresselines (Les Eaux semblantes).
Christian Jamet est docteur en littérature comparée - Université de Paris-Sorbonne, 1982 -. Professeur agrégé, il a longtemps enseigné les lettres et la culture générale en classes préparatoires aux grandes écoles . En 2019 et 2020, il a assuré le commissariat scientifique des expositions consacrées au peintre Henri Jamet à Gargilesse et Éguzon (Musée de la Vallée de la Creuse) et au Centre culturel de Gien. Il a par ailleurs été commissaire de l'exposition "Un ami d'Aurore Sand : Émile Guiblain-Coquery", du 4 au 31 août 2024, à la galerie L'Encadrerie de Gargilesse .

## Prix littéraire
Pour son livre Gauguin à Orléans,  il a reçu de Gonzague Saint Bris un " Laurier vert " lors de la Forêt des livres 2013.

## Œuvres

### Classiques
- Les Misérables de Victor Hugo, Les Classiques Hatier, Hatier, 1992
- La Bible, Les Classiques Hatier, Hatier, 1996. Nouvelles éditions, 1998, 2004

### Littérature
- Mémoires d'un jeune Martien (portraits et récits), Éditions Flam, 2001 ; Orsud Éditions, 2013
- Monsieur Ingres et Magdeleine (roman), L'Harmattan, 2004
- Les Eaux semblantes (roman), Demeter, 2005
- Mystère Chat ou le châtiment d'Innocent VIII (à Thoma Vuille,"M. Chat"), illustratrice : Carmela Rigout, "Revue pour trois lunes", numéro spécial, 2006
- Neuf chats de plume (contes et nouvelles), Demeter, 2007
- Les Trésors de Maeva (roman), L'Harmattan, 2012

### Histoire - Patrimoine
- Le Loiret des écrivains et des artistes, Corsaire Éditions, 2016
- Quelques anciens du petit séminaire de La Chapelle-Saint-Mesmin - Figures et témoignages, Orsud, 2024

### Histoire de l'art
- Delacroix : images de l'Orient, Éditions Herscher, 1995
- Botticelli : le sacré et le profane, Éditions Herscher, 1996
- Célébration de l'offrande : regards sur les Rois mages, avec Michel Tournier, Albin Michel, 2001
- Introduction à la peinture, Ellipses, 2003
- Antigna ou la passion des humbles, Demeter, 2007
- André Robillard - L'art brut pour tuer la misère, Corsaire Éditions, 2013
- L'art brut, in André Robillard à la conquête de l'espace, Amis des Musées d'Orléans n°33, déc. 2013
- Gauguin à Orléans, La Simarre/Christian Pirot Éditions, 2013
- Antigna ou la passion des humbles, nouvelle édition enrichie, Corsaire Éditions, 2017
- Henri Jamet (1858-1940). Entre Montmartre et la vallée de la Creuse : itinérances d'un peintre giennois, Limoges, Les Ardents Éditeurs, 2019
- Gauguin - Les chemins de la spiritualité, Paris, Cohen & Cohen Éditeurs, 2020
- Bela Erdelyi - Le séjour à Gargilesse d'un peintre des Carpates, Orsud, 2021
- Entre le pinceau et la plume : Émile Guiblain-Coquery ou la vie d'un sage, Orsud, 2023
- Henri Jamet, figure incontournable du milieu artistique orléanais de son temps, in 116e Salon des Artistes Orléanais, Gestes, Société des Artistes Orléanais, octobre 2023
- Petit Pierre invente un manège - D'après l'oeuvre de Pierre Avezard, dit Petit Pierre, au musée de la Fabuloserie, Orsud, 2025

### Film documentaire
Participation au film de Valérie Manuel Ils ont suivi l'étoile, France Télévisions, décembre 2014.